# Дейв Боуен
Дейв Боуен (англ. Dave Bowen, нар. 7 червня 1928, Мастег — пом. 25 вересня 1995, Нортгемптон) — валлійський футболіст, півзахисник. По завершенні ігрової кар'єри — футбольний тренер.
Як гравець насамперед відомий виступами за лондонський «Арсенал», а також національну збірну Уельсу.

## Клубна кар'єра
У дорослому футболі дебютував 1947 року виступами за команду клубу «Нортгемптон Таун», в якій провів три сезони, взявши участь у 12 матчах чемпіонату.
Своєю грою за цю команду привернув увагу представників тренерського штабу клубу «Арсенал», до складу якого приєднався 1950 року. Відіграв за «канонірів» наступні дев'ять сезонів своєї ігрової кар'єри.
Завершив професійну ігрову кар'єру у нижчоліговому клубі «Нортгемптон Таун», у складі якого вже виступав раніше. Прийшов до команди 1959 року, захищав її кольори до припинення виступів на професійному рівні у 1960.

## Виступи за збірну
1954 року дебютував в офіційних матчах у складі національної збірної Уельсу. Протягом кар'єри у національній команді, яка тривала 6 років, провів у формі головної команди країни 19 матчів, забивши 1 гол.
У складі збірної був учасником чемпіонату світу 1958 року у Швеції.

## Кар'єра тренера
Розпочав тренерську кар'єру, ще продовжуючи грати на полі, 1959 року, очоливши тренерський штаб клубу «Нортгемптон Таун», перший сезон в якому провів як граючий тренер.
Останнім місцем тренерської роботи була національна збірна Уельсу, яку Дейв Боуен очолював як головний тренер протягом 1964–1974 років.

## Титули і досягнення
- Чемпіон Англії (1):

«Арсенал»: 1952-53
- Володар Суперкубка Англії (1):

«Арсенал»: 1953